# Мушупип (муниципалитет)
Мушупип (исп. Muxupip) — муниципалитет в Мексике, штат Юкатан, с административным центром в одноимённом посёлке. Численность населения, по данным переписи 2010 года, составила 2755 человек.

## Общие сведения
Название Muxupip с майянского языка можно перевести как похороненный хлеб.
Площадь муниципалитета равна 72 км², что составляет 0,18 % от общей площади штата, а наивысшая точка — 8 метров над уровнем моря, расположена в поселении Сан-Хуан-Кооп.
Он граничит с другими муниципалитетами Юкатана: на севере и востоке c Мотулем, на юге с Какальченом, на юго-западе с Тишкокобом, и на западе с Бакой.

## Учреждение и состав
Муниципалитет был образован в 1927 году, в его состав входит 4 населённых пункта:
| Код INEGI                  | Населённый пункт                                                                | Численность населения (2005 год) | Численность населения (2010 год) |
| -------------------------- | ------------------------------------------------------------------------------- | -------------------------------- | -------------------------------- |
| 054                        | Всего                                                                           | 2627                             | 2755                             |
| 0001                       | Мушупип (исп. Muxupip) 21°02′31″ с. ш. 89°19′47″ з. д. (административный центр) | 2280                             | 2399                             |
| 0006                       | Сан-Хуан-Кооп (исп. San José Koop) 21°01′45″ с. ш. 89°20′41″ з. д.              | 311                              | 325                              |
| 0005                       | Сан-Хосе-Гранде (исп. San José Grande) 21°01′39″ с. ш. 89°18′29″ з. д.          | 35                               | 30                               |
| 0028                       | Безымянный 21°02′51″ с. ш. 89°20′28″ з. д.                                      | 1                                | 1                                |
| Названия на карте Генштаба |                                                                                 |                                  |                                  |

## Экономика
По статистическим данным 2000 года, работоспособное население занято по секторам экономики в следующих пропорциях:
- торговля, сферы услуг и туризма — 37,3 %;
- производство и строительство — 37 %;
- сельское хозяйство и скотоводство — 24,3 %;
- безработные — 1,4 %.

## Инфраструктура
По статистическим данным 2010 года, инфраструктура развита следующим образом:
- протяжённость дорог: 42,4 км;
- электрификация: 98,1 %;
- водоснабжение: 98,1 %;
- водоотведение: 62,6 %.

## Достопримечательности
В муниципалитете можно посетить церковь Сантьяго, часовню Святого Креста, а также бывшую асьенду Кацмиль.

## Фотографии

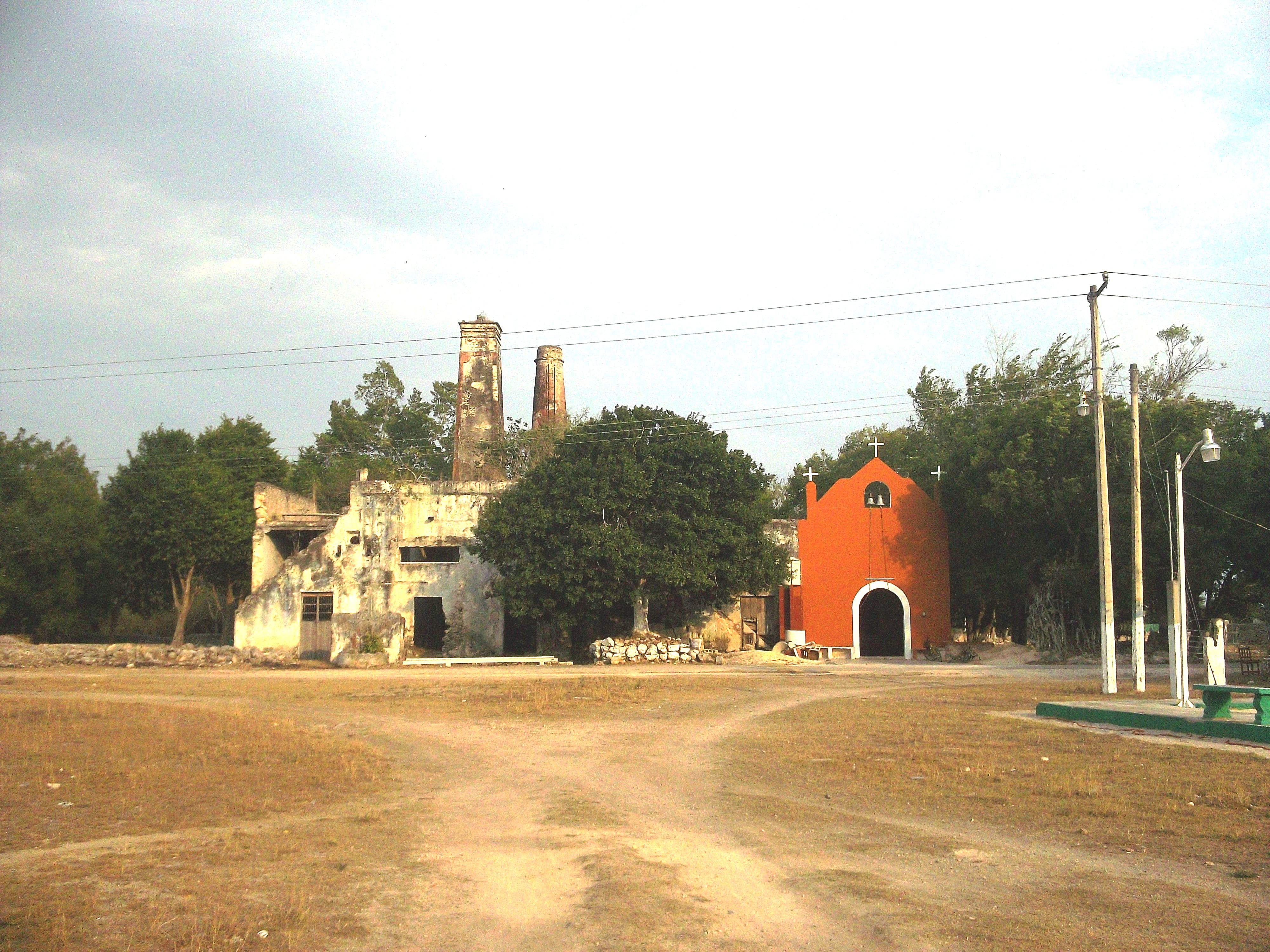
Сан-Хуан-Кооп
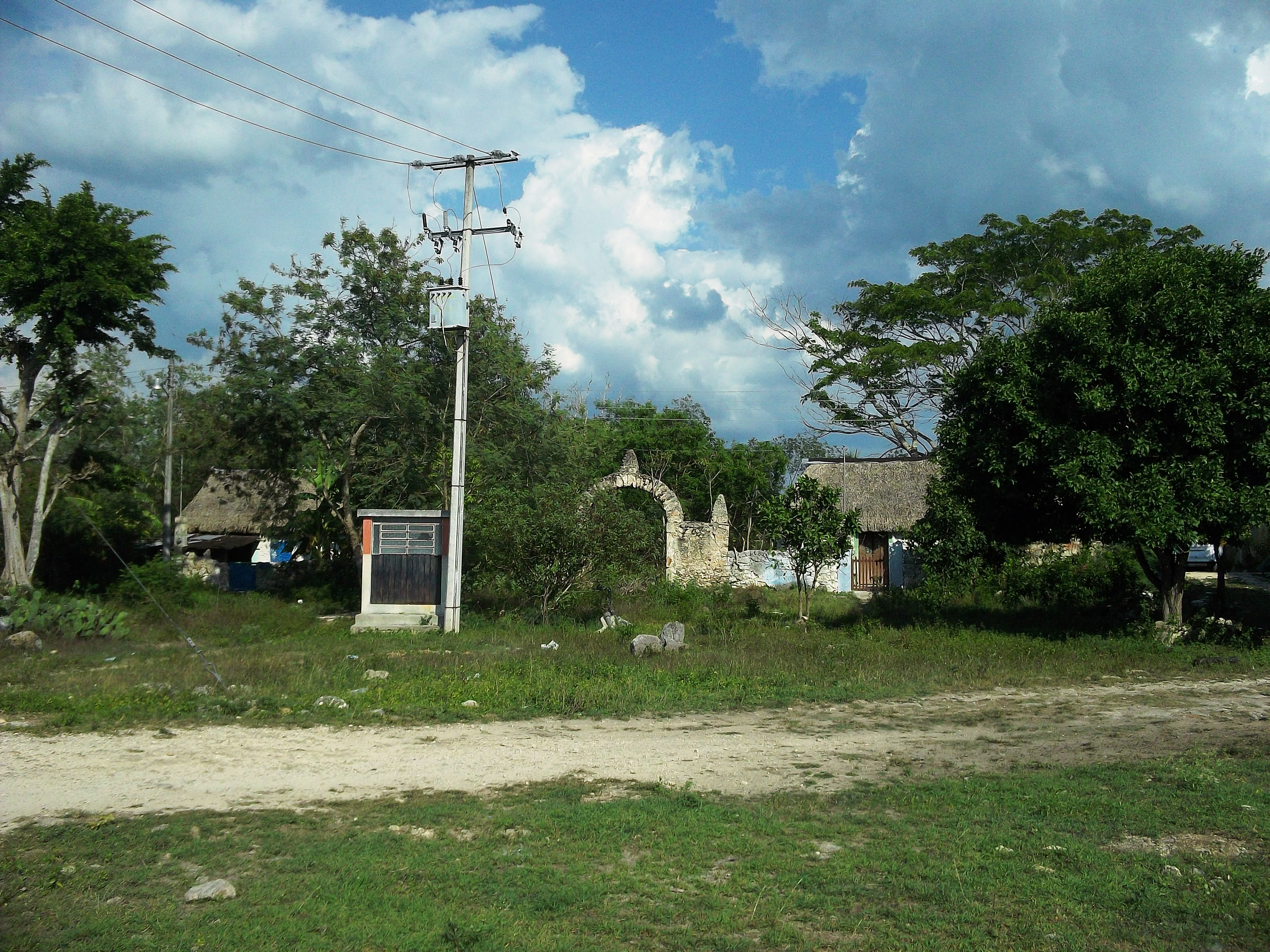
Сан-Хосе-Гранде